# شهرستان توو
شهرستان توو (به لاتین: Têwo County) یک شهرستان‌های جمهوری خلق چین در چین است که در ولایت خودمختار گاننان تبتی واقع شده‌است.